# 马城镇 (蚌埠市)
马城镇，是中华人民共和国安徽省蚌埠市禹会区下辖的一个乡镇级行政单位。位于淮河中游南岸，蚌埠都市区西南部重要的工业新镇，南接淮南的重要节点。

## 行政区划
马城镇下辖以下地区：
马城村、胡圩村、梅姚村、五淮村、白衣村、立新村、岗李村、黄庙村、庙前新村、新城口村、贡姚村、张湾村、朱村、西程村、后程村、孝仪村、叶姚村、姚郢村、洪集村、黄郢村、殳李村、禹庙村、东周村和团结村。